# Máscaras africanas

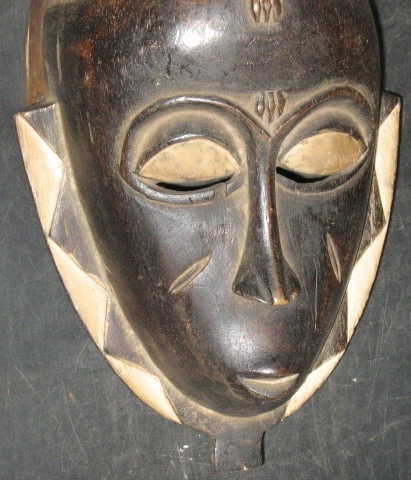
Máscara Baoulé de la región Bouaké, Costa de Marfil.

Las máscaras africanas desempeñan un papel importante en las ceremonias tradicionales y danzas de teatro. Todas las máscaras africanas caen en una de cinco categorías: espíritus del antepasado, héroes mitológicos, la combinación del antepasado, el héroe y los espíritus animales.
Las máscaras en África son de gran importancia en las ceremonias de países de ese continente (como también en algunos de Asia, incluyendo Camboya y Laos), especialmente durante las ceremonias funerarias. La palabra designa tanto a la persona que la porta como a la máscara misma.
La máscara es un objeto de madera tallada. Hay un bailarín, un traje, un "espíritu" o un "genio" que lo habita. Se trata de un "ser sagrado", un instrumento de la armonía social. En la sociedad tradicional, la máscara es una institución religiosa, política y social. Es el mediador entre Dios y los antepasados de los hombres. Interviene en las decisiones políticas, acompaña a la siembra y la cosecha, castiga a los culpables, garantiza la continuidad de los conocimientos, recibe al niño al nacer, le permite convertirse en adulto, lo trae al mundo de la sabiduría y lo acompaña en su muerte.
En la época colonial, las máscaras eran destruidas por los misioneros que veían en ellas una competencia religiosa peligrosa.
Al igual que la mayoría de países de África, Costa de Marfil nunca ha autorizado la exportación de máscaras "auténticas". Por otra parte, una resolución adoptada por Unesco prohíbe desde principios de los años 1990 quitar las máscaras y estatuas de África.
Para las culturas africanas, en términos generales, la función siempre es preferible a la forma, la belleza no es deseable en sí misma. Lo que los coleccionistas "del norte" llaman "el arte africano" en realidad se refiere a los objetos ordinarios o culturales, profanados o no utilizados hoy en día, que se muestran o se venden para colección.

## Galería

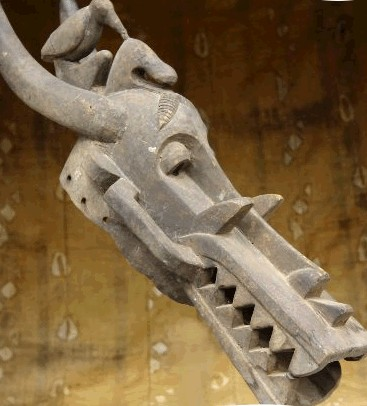
Máscara Senoufo, Costa de Marfil.
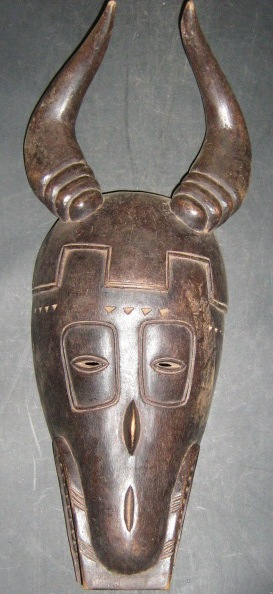
Máscara Gouro, Costa de Marfil.
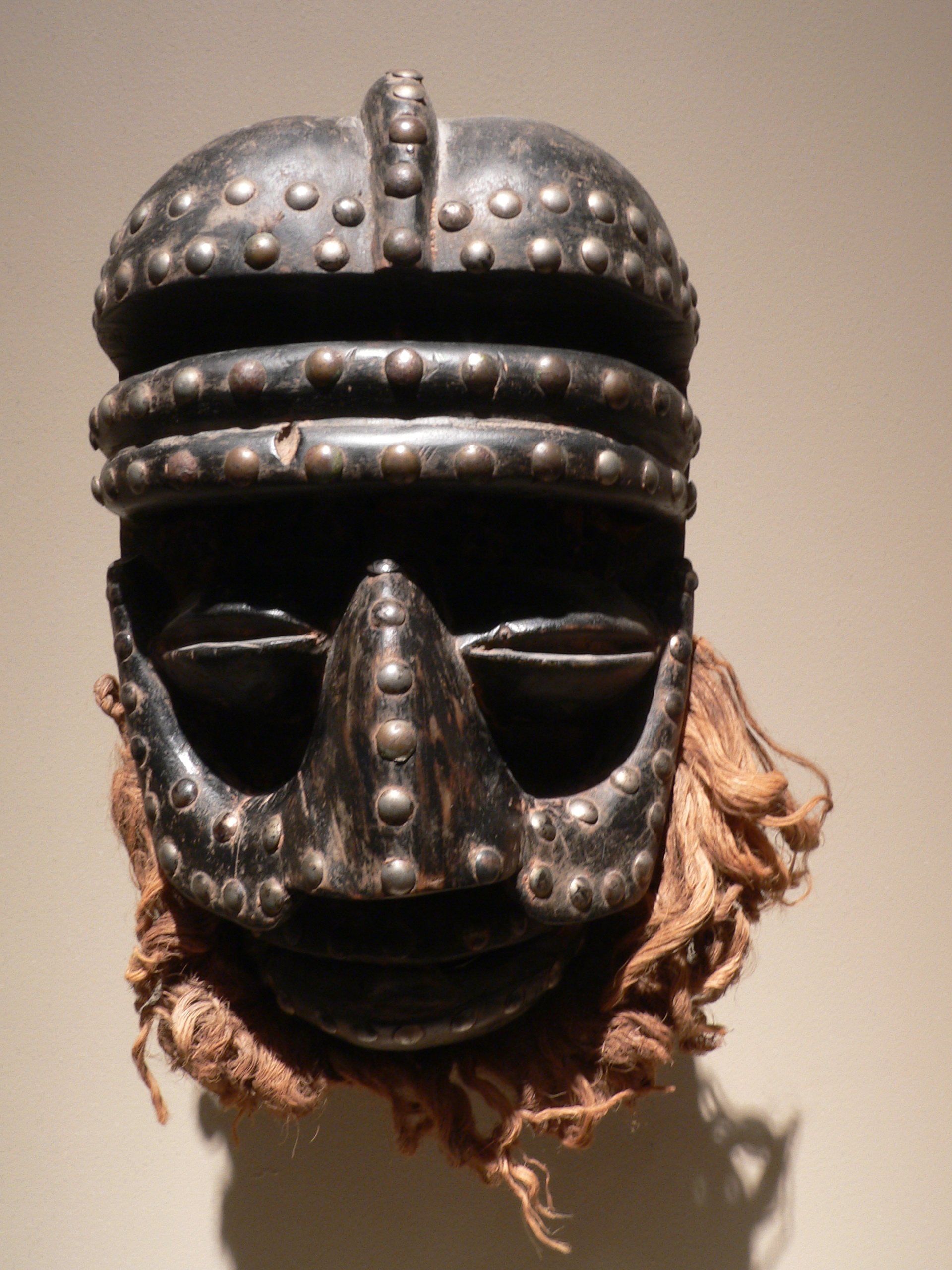
Máscara Beté, Costa de Marfil.
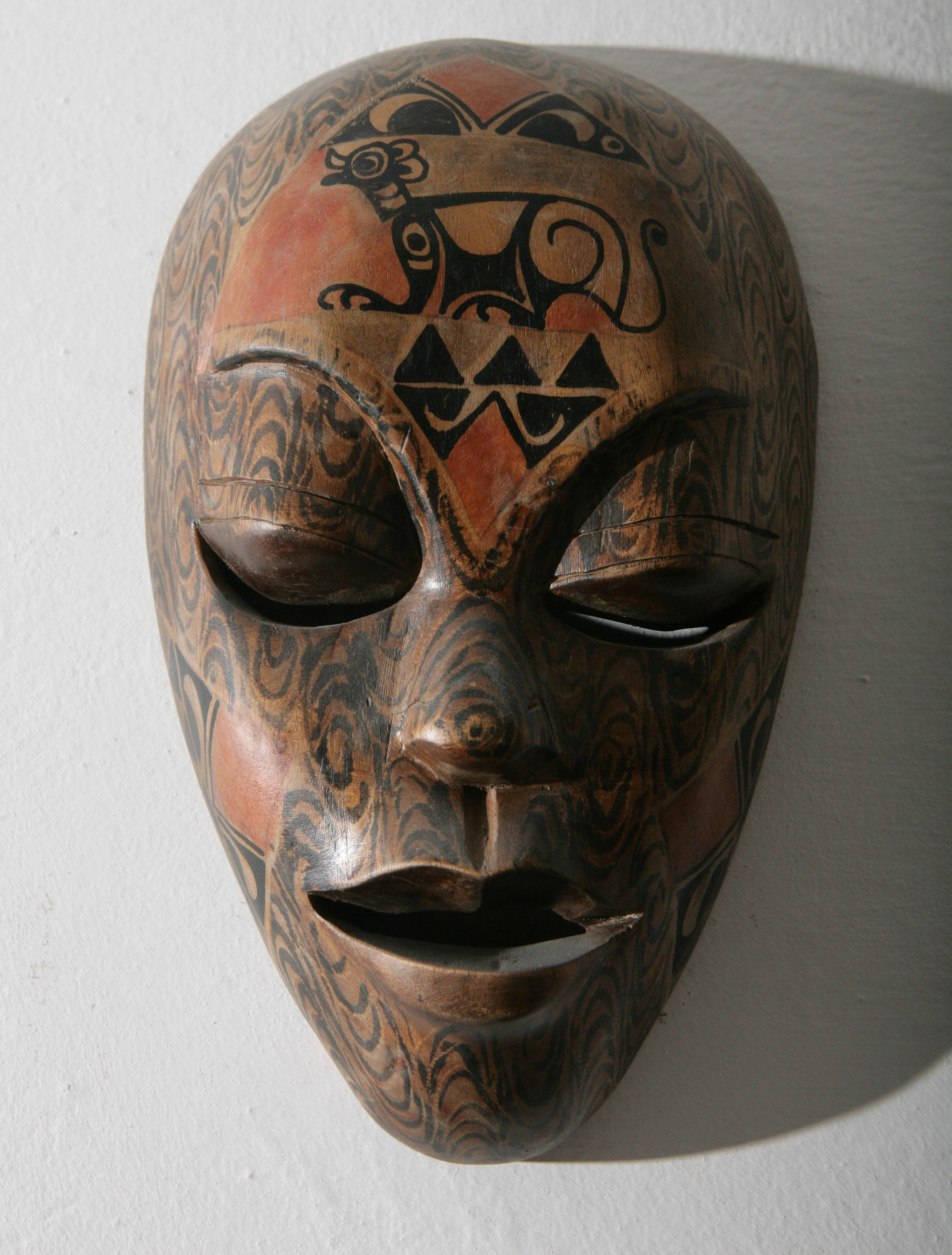
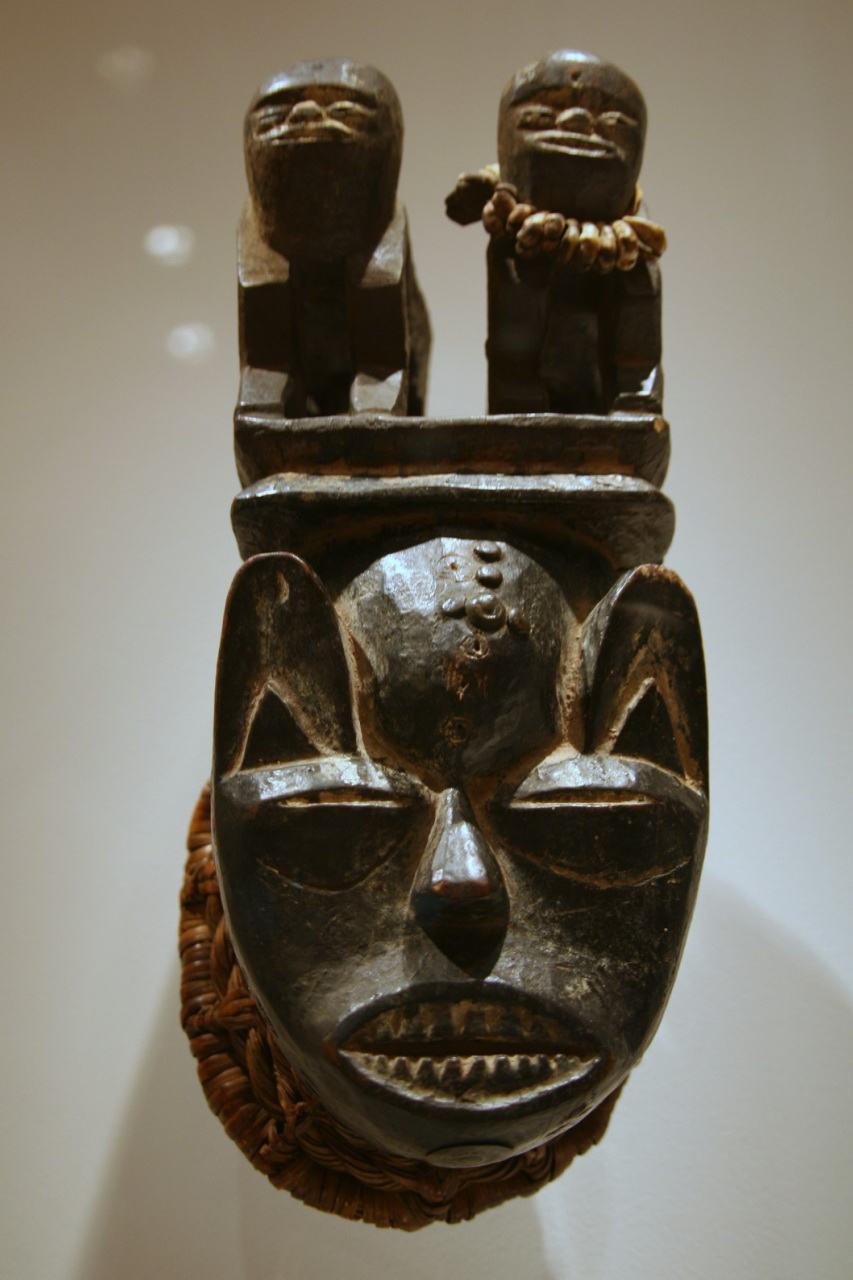
Máscara de cultura Isoko, Nigeria.
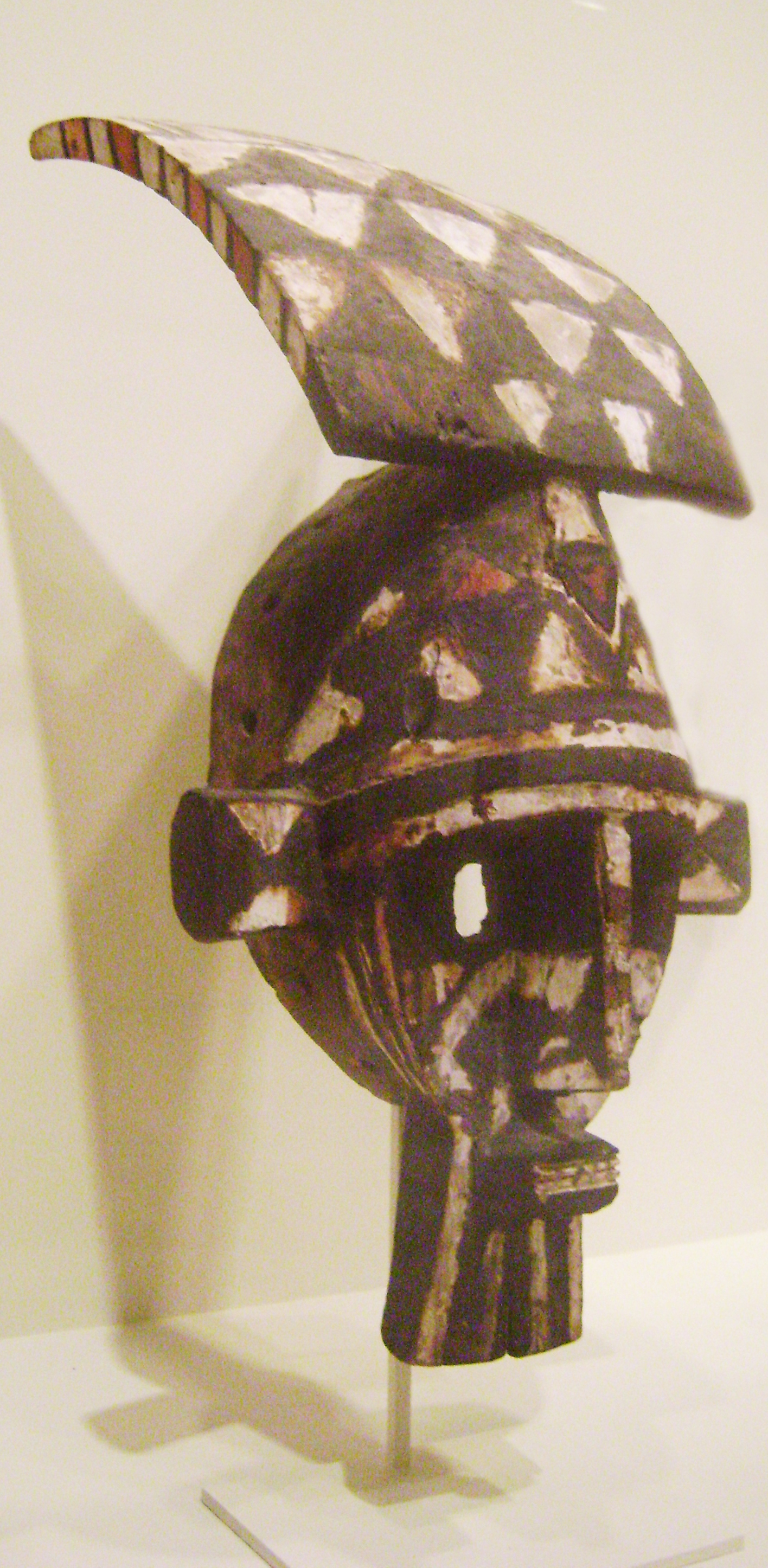
Máscara del pueblo Marka-Dafing, Burkina Faso. Mediados del siglo XX. Colección del Cincinnati Art Museum
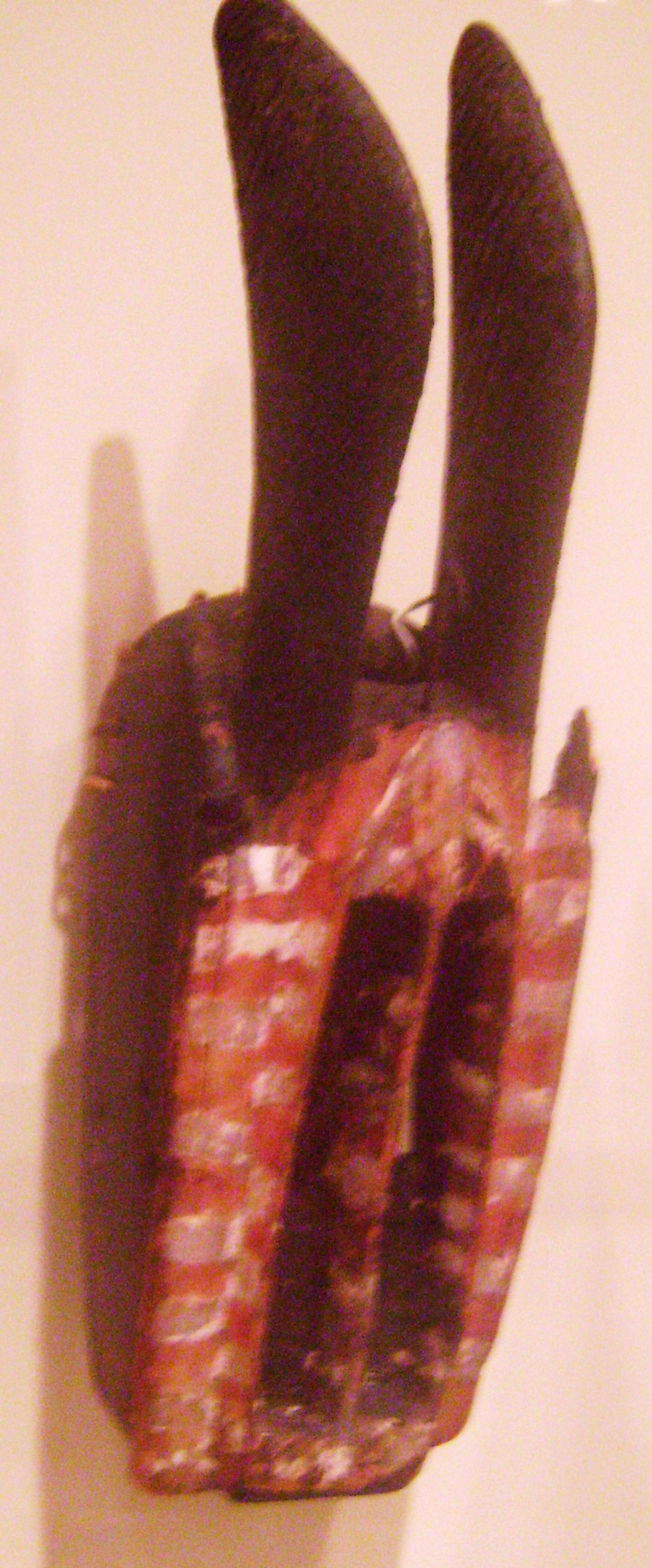
Máscara de rostro de antílope. Cultura Dogon, Mali. Mediados del siglo XX. Colección del Cincinnati Art Museum
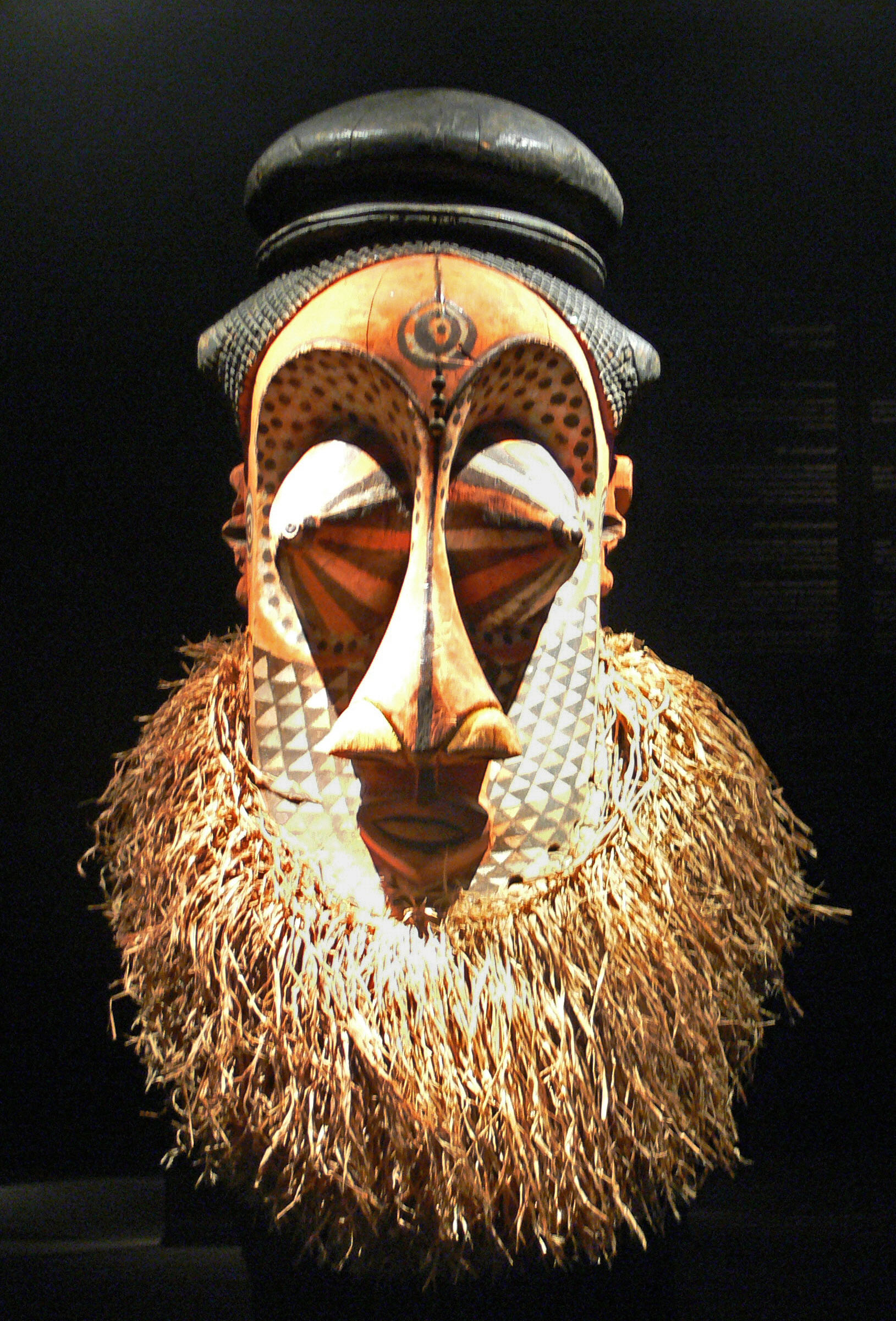
Máscara-casco Mulwalwa, República Democrática del Congo.